# Холокост в Кормянском районе
Холокост в Кормя́нском районе — систематическое преследование и уничтожение евреев на территории Кормянского района Гомельской области оккупационными властями нацистской Германии и коллаборационистами в 1941—1944 годах во время Второй мировой войны, в рамках политики «Окончательного решения еврейского вопроса» — составная часть Холокоста в Белоруссии и Катастрофы европейского еврейства.

## Геноцид евреев в районе
Кормянский район был полностью оккупирован немецкими войсками 15 августа 1941 года, и оккупация продлилась до 25 ноября 1943 года. Нацисты включили Кормянский район в состав территории, административно отнесённой к зоне армейского тыла группы армий «Центр». Комендатуры — полевые (фельдкомендатуры) и местные (ортскомендатуры) — обладали всей полнотой власти в районе.
Для осуществления политики геноцида и проведения карательных операций сразу вслед за войсками в район прибыли карательные подразделения войск СС, айнзатцгруппы, зондеркоманды, тайная полевая полиция (ГФП), полиция безопасности и СД, жандармерия и гестапо.
Во всех крупных деревнях района были созданы районные (волостные) управы и полицейские гарнизоны из коллаборационистов.
Одновременно с оккупацией нацисты и их приспешники начали поголовное уничтожение евреев. «Акции» (таким эвфемизмом гитлеровцы называли организованные ими массовые убийства) повторялись множество раз во многих местах. В тех населенных пунктах, где евреев убили не сразу, их содержали в условиях гетто вплоть до полного уничтожения, используя на тяжелых и грязных принудительных работах, от чего многие узники умерли от непосильных нагрузок в условиях постоянного голода и отсутствия медицинской помощи.
За время оккупации практически все евреи Кормянского района были убиты, а немногие спасшиеся в большинстве воевали впоследствии в партизанских отрядах.
Евреев в районе убивали в Корме, деревнях Косельский Прудок, Кляпин, Боровая Буда и многих других местах.

## Гетто
Оккупационные власти под страхом смерти запретили евреям снимать желтые латы или шестиконечные звезды (опознавательные знаки на верхней одежде), выходить из гетто без специального разрешения, менять место проживания и квартиру внутри гетто, ходить по тротуарам, пользоваться общественным транспортом, находиться на территории парков и общественных мест, посещать школы.
Реализуя нацистскую программу уничтожения евреев, немцы создавали гетто почти во всех городах и населённых пунктах Беларуси, где проживало еврейское население. Так и в Кормянском районе оккупанты организовали одно гетто — в Корме, в котором с августа по 8 ноября 1941 года были убиты не менее 700 человек.

## Случаи спасения и «Праведники народов мира»
В Кормянском районе 2 человека были удостоены почетного звания «Праведник народов мира» от израильского мемориального института «Яд Вашем» «в знак глубочайшей признательности за помощь, оказанную еврейскому народу в годы Второй мировой войны». Это Ляльков Кондрат и его дочь Ситникова (Лялькова) Ольга, которые спасли Рысину (Кильчевскую) Дину и её детей	в деревне Задубье.

## Память
Опубликованы неполные списки жертв геноцида евреев в Кормянском районе.
Памятник убитым евреям района установлен в Корме на месте расстрела евреев. В 2017 году в посёлке был установлен ещё один памятник убитым евреям.